# Lucas (Texas)
Lucas és una població dels Estats Units a l'estat de Texas. Segons el cens del 2000 tenia 2.890 habitants.

## Demografia
Segons el cens del 2000, Lucas tenia 2.890 habitants, 945 habitatges, i 855 famílies. La densitat de població era de 121,3 habitants/km².
Dels 945 habitatges en un 44,9% hi vivien nens de menys de 18 anys, en un 83,2% hi vivien parelles casades, en un 4% dones solteres, i en un 9,5% no eren unitats familiars. En el 7,5% dels habitatges hi vivien persones soles l'1,8% de les quals corresponia a persones de 65 anys o més que vivien soles. El nombre mitjà de persones vivint en cada habitatge era de 3,06 i el nombre mitjà de persones que vivien en cada família era de 3,22.
Per edats la població es repartia de la següent manera: un 30,2% tenia menys de 18 anys, un 5,3% entre 18 i 24, un 28,8% entre 25 i 44, un 29,1% de 45 a 60 i un 6,6% 65 anys o més.
L'edat mediana era de 39 anys. Per cada 100 dones de 18 o més anys hi havia 97,9 homes.
La renda mediana per habitatge era de 100.220 $ i la renda mediana per família de 101.014 $. Els homes tenien una renda mediana de 72.471 $ mentre que les dones 38.182 $. La renda per capita de la població era de 34.020 $. Aproximadament el 3,9% de les famílies i el 4,1% de la població estaven per davall del llindar de pobresa.

## Poblacions més properes
El següent diagrama mostra les poblacions més properes.